# Écrits des Forges
Écrits des Forges, éditeur international de poésie est une maison d'édition québécoise fondée en 1971 par le poète Gatien Lapointe.

## Présentation
Spécialisés dans la poésie, les Écrits des forges sont une société à but non lucratif dont le mandat premier, à sa fondation, est de publier et faire connaître de nouveaux auteurs. Gatien Lapointe, alors nouvellement embauché à la jeune Université du Québec à Trois-Rivières (UQTR), réuni ses étudiants autour du projet. Au fil des rencontres, la maison acquiert une notoriété tant dans le milieu littéraire québécois qu'à l'étranger. Ce qui lui permet, en plus de diffuser la poésie québécoise à l'extérieur du pays, de faire des coéditions avec des éditeurs étrangers pour faire connaître au Québec des poètes d'ailleurs. 
Elle est la première maison d'édition québécoise à publier plus de mille œuvres de poésie. 55 % de sa production est exportée, notamment vers la France, la Belgique, le Luxembourg, la Suisse, La Réunion, le Sénégal, le Mexique, l'Argentine, la Roumanie, le Portugal, la Slovénie, le Venezuela, l'Allemagne, le Cameroun et l'Espagne.
Malgré l'évolution de son mandat, les Écrits des forges contribuent encore aujourd'hui à la découverte et à la diffusion de nouveaux talents poétiques au Québec. Des projets autres que les publications individuelles viennent corroborer le souhait original de Gatien Lapointe. À cet effet, la publication annuelle L'Atelier des forges vise à mettre de l'avant la poésie d'auteurs n'ayant jamais fait l'expérience de la publication. Les Écrits des forges sont également propriétaires de la revue de création poétique Lèvres urbaines.

## Auteurs
Le catalogue de la maison regroupe plusieurs auteurs ayant acquis, avec les années, une notoriété dans le paysage littéraire québécois.  
- Claude Beausoleil
- Yves Boisvert
- Nicole Brossard
- Fredric Gary Comeau
- Jean-Paul Daoust
- Jean-Marc Desgent
- Hélène Dorion
- Lucien Francoeur
- David Goudreault
- Gilbert Langevin
- Claude Péloquin
- Jean Royer
- France Théorêt
- Denis Vanier
- Josée Yvon